# Narvesus carolinensis
Narvesus carolinensis är en insektsart som beskrevs av Carl Stål 1859. Narvesus carolinensis ingår i släktet Narvesus och familjen rovskinnbaggar. Inga underarter finns listade i Catalogue of Life.